# La revolución y las estrellas
La revolución y las estrellas (también conocido en francés como La Révolution et les Étoiles) es el décimo octavo álbum de estudio oficial de la banda chilena Quilapayún, publicado en 1982.

## Lista de canciones
| N.º | Título                            | Letras           | Música                        | Duración |  |
| 1.  | «Luz negra»                       | Eduardo Carrasco | Eduardo Carrasco              |          |  |
| 2.  | «Retrato de Sandino con sombrero» | Desiderio Arenas | Eduardo Carrasco **           |          |  |
| 3.  | «Trompe»                          | instrumental     | Hugo Lagos                    |          |  |
| 4.  | «Eclipse de sol»                  | Eduardo Carrasco | Hugo Lagos                    |          |  |
| 5.  | «Las estrellas»                   | Eduardo Carrasco | Hugo Lagos & Eduardo Carrasco |          |  |
| 6.  | «El gavilán»                      | Violeta Parra    | Violeta Parra **              |          |  |
| 7.  | «Dispajarate»                     | instrumental     | Eduardo Carrasco              |          |  |
| 8.  | «La primavera»                    | Rafael Alberti   | Rodolfo Parada ***            |          |  |
| 9.  | «Un canto para Bolívar»           | Pablo Neruda     | J. Orrego Salas               |          |  |
| 10. | «Revolución» (*)                  |                  | Gustavo Becerra-Schmidt       |          |  |

* utilizada sólo en algunas ediciones del disco.
** arreglos por Patricio Wang.
*** arreglos por Eduardo Carrasco.

## Créditos
Quilapayún
- Eduardo Carrasco
- Carlos Quezada
- Willy Oddó
- Hernán Gómez
- Rodolfo Parada
- Hugo Lagos
- Guillermo García
- Ricardo Venegas
- Patricio Wang